# منتخب جزر البهاما لكرة القدم الشاطئية
منتخب جزر البهاما لكرة القدم الشاطئية (بالإنجليزية: Bahamas national beach soccer team)‏، هي منتخب رياضي لكرة القدم الشاطئية في البهاماس.

## وصلات خارجية
- Facility
- Squad
- beachsoccer.com